# Mathieu Wathier
Mathieu Wathier, né le 28 juillet 1983 aux Coteaux dans la MRC de Vaudreuil-Soulanges au Québec, est un joueur professionnel canadien et français de hockey sur glace et français.

## Carrière de joueur
Lors de la saison 1999-2000, il commence sa carrière dans la Ligue de hockey junior majeur du Québec avec les Tigres de Victoriaville. Il joue ensuite avec les Castors de Sherbrooke et les Wildcats de Moncton.
En 2004-2005, il entame sa carrière professionnelle avec les Trashers de Danbury de la United Hockey League.
Lors des deux saisons suivantes, il porte les couleurs de quatre autres formations de la UHL, les Jackals d'Elmira, le Frostbite de l'Adirondack, les Wings de Kalamazoo et les Mallards de Quad City.
Après une saison complète avec le Thunder de Wichita de la Ligue centrale de hockey, il prend la direction de la Ligue Magnus en France. Il passe la saison 2008-2009 avec les Diables noirs de Tours, puis la saison suivante avec les Bisons de Neuilly-sur-Marne.
En 2010-2011, il joue en Écosse, avec le Braehead Clan du Championnat du Royaume-Uni de hockey sur glace.
Le 5 octobre 2011, il signe un contrat avec le Wild de Windsor de la Ligue nord-américaine de hockey.
Le 23 février 2012, il signe un contrat avec les Warriors d'Akwesasne de la Federal Hockey League.
À l'automne 2012, il effectue un retour dans la Ligue nord-américaine de hockey, alors qu'il dispute un match avec les Riverkings de Cornwall.

## Statistiques
| Saison    | Équipe                      | Ligue        |    | Saison régulière | Saison régulière | Saison régulière | Saison régulière | Saison régulière |   | Séries éliminatoires | Séries éliminatoires | Séries éliminatoires | Séries éliminatoires | Séries éliminatoires |
| Saison    | Équipe                      | Ligue        | PJ | B                | A                | Pts              | Pun              | PJ               | B | A                    | Pts                  | Pun                  |                      |                      |
| 1999-2000 | Tigres de Victoriaville     | LHJMQ        | 42 | 1                | 2                | 3                | 31               | 4                | 0 | 0                    | 0                    | 0                    |                      |                      |
| 2000-2001 | Tigres de Victoriaville     | LHJMQ        | 37 | 0                | 3                | 3                | 57               | -                | - | -                    | -                    | -                    |                      |                      |
| 2000-2001 | Castors de Sherbrooke       | LHJMQ        | 32 | 2                | 2                | 4                | 6                | 4                | 0 | 0                    | 0                    | 0                    |                      |                      |
| 2001-2002 | Castors de Sherbrooke       | LHJMQ        | 72 | 6                | 10               | 16               | 63               | -                | - | -                    | -                    | -                    |                      |                      |
| 2002-2003 | Castors de Sherbrooke       | LHJMQ        | 64 | 13               | 14               | 27               | 60               | 12               | 2 | 0                    | 2                    | 6                    |                      |                      |
| 2003-2004 | Wildcats de Moncton         | LHJMQ        | 61 | 10               | 14               | 24               | 73               | 20               | 2 | 7                    | 9                    | 26                   |                      |                      |
| 2004-2005 | Trashers de Danbury         | UHL          | 31 | 1                | 3                | 4                | 24               | 11               | 0 | 1                    | 1                    | 6                    |                      |                      |
| 2005-2006 | Trashers de Danbury         | UHL          | 18 | 0                | 1                | 1                | 6                | -                | - | -                    | -                    | -                    |                      |                      |
| 2005-2006 | Jackals d'Elmira            | UHL          | 39 | 3                | 6                | 9                | 69               | -                | - | -                    | -                    | -                    |                      |                      |
| 2005-2006 | Frostbite de l'Adirondack   | UHL          | -  | -                | -                | -                | -                | 6                | 0 | 0                    | 0                    | 4                    |                      |                      |
| 2006-2007 | Wings de Kalamazoo          | UHL          | 7  | 1                | 1                | 2                | 12               | -                | - | -                    | -                    | -                    |                      |                      |
| 2006-2007 | Mallards de Quad City       | UHL          | 49 | 2                | 9                | 11               | 42               | -                | - | -                    | -                    | -                    |                      |                      |
| 2007-2008 | Thunder de Wichita          | LCH          | 64 | 5                | 9                | 14               | 97               | -                | - | -                    | -                    | -                    |                      |                      |
| 2008-2009 | Diables noirs de Tours      | Ligue Magnus | 26 | 1                | 1                | 2                | 28               | 2                | 0 | 0                    | 0                    | 0                    |                      |                      |
| 2009-2010 | Bisons de Neuilly-sur-Marne | Ligue Magnus | 26 | 1                | 12               | 13               | 56               | 5                | 1 | 1                    | 2                    | 8                    |                      |                      |
| 2010-2011 | Braehead Clan               | EIHL         | 53 | 3                | 14               | 17               | 57               | 2                | 0 | 0                    | 0                    | 0                    |                      |                      |
| 2011-2012 | Wild de Windsor             | LNAH         | 23 | 3                | 2                | 5                | 14               | -                | - | -                    | -                    | -                    |                      |                      |
| 2011-2012 | Warriors d'Akwesasne        | FHL          | 6  | 1                | 2                | 3                | 12               | 3                | 0 | 0                    | 0                    | 7                    |                      |                      |
| 2012-2013 | Riverkings de Cornwall      | LNAH         | 1  | 0                | 0                | 0                | 0                | -                | - | -                    | -                    | -                    |                      |                      |